# IC 4361
IC 4361 ist eine Spiralgalaxie vom Hubble-Typ Sb? im Sternbild Jungfrau auf der Ekliptik. Im selben Himmelsareal befinden sich die Galaxien NGC 5442, IC 4363, IC 4364, IC 4368.
Das Objekt wurde am 30. Mai 1899 von DeLisle Stewart entdeckt.